# Clavus annalis
Dans la Rome antique, le clavus annalis (en français : clou annal ou annuel) est un clou enfoncé chaque année, aux ides de septembre, sur une paroi du temple de Jupiter capitolin.
La lex de clavo pangendo est une loi romaine archaïque. Elle nous est connue par un fragment de L. Cincius conservé par Tite-Live,
Affichée dans le temple de Jupiter capitolin sur le mur séparant la cella de Jupiter de celle de Minerve, elle prescrivait au praetor maximus de planter chaque année un clou aux ides de septembre. Le titre de praetor maximus est insolite et nous reporte certainement à la fin du VIe siècle, époque de la dédicace du temple (13 septembre 509 avant J.C selon la tradition). Car la royauté étrusque ne fit pas place à un système consulaire aussi bien organisé que la tradition le prétend et il y eut sans doute au début de la république, hésitation entre les titres des magistratures suprêmes.
L'affiche disparut avec l'incendie du 6 juillet 83 av. J.-C..
D'après Tite-Live, M. Horatius Pulvillus aurait, le premier, planté le clou dans le temple de Jupiter capitolin.
La clavifixion annuelle tombe en désuétude.
D'après Tite-Live, la cérémonie du clou serait d'origine étrusque. Les Volsiniens aussi désignaient le nombre des années par des clous enfoncés dans le temple de Nortia, déesse étrusque.
Le rite du clavus annalis est rapporté par Polemius Silvius (fl. Ve siècle) dans son calendrier (c. 448-449) puis par Paul Diacre (fl. VIIIe siècle) dans son abrégé du lexique de Festus Grammaticus (fl. IIe siècle).

## Les dictateursclavi figendi causa
Les Fastes capitolins attestent de la nomination à trois reprises, d'un dictateur clavi figendi causa, : L. Manlius Capitolinus Imperiosus en 363 av. J.-C. ; Cn. Quinctius Capitolinus en 331 av. J.-C. ; et Cn. Fulvius Maximus Centumalus en 263 av. J.-C.. Tite-Live confirme les deux premières. Il en ajoute une quatrième en 313 av. J.-C..
Elle est reprise en 363 av. J.-C. à l'occasion d'une calamité : un dictateur est désigné afin de procéder à la clavifixion.
Il fut rétabli sous le consulat de Cn. Genucius et de L. Aemilius Mamercinus. Le sénat désignat L. Manlius Imperiosus comme dictateur pour planter le clou.